# Mémorial Smith

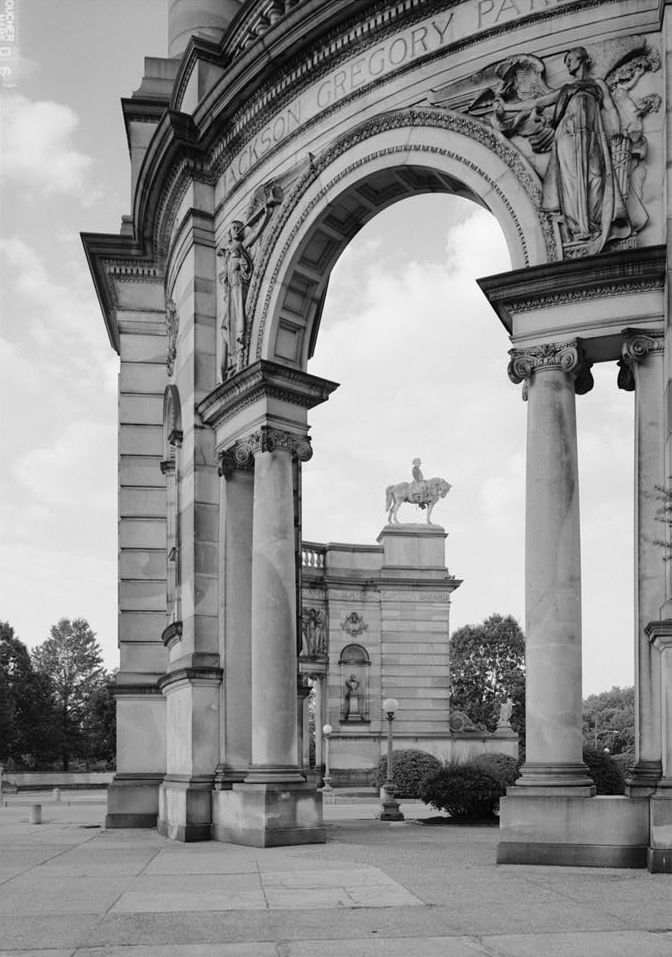
Vue de l'arche du mémorial Smith

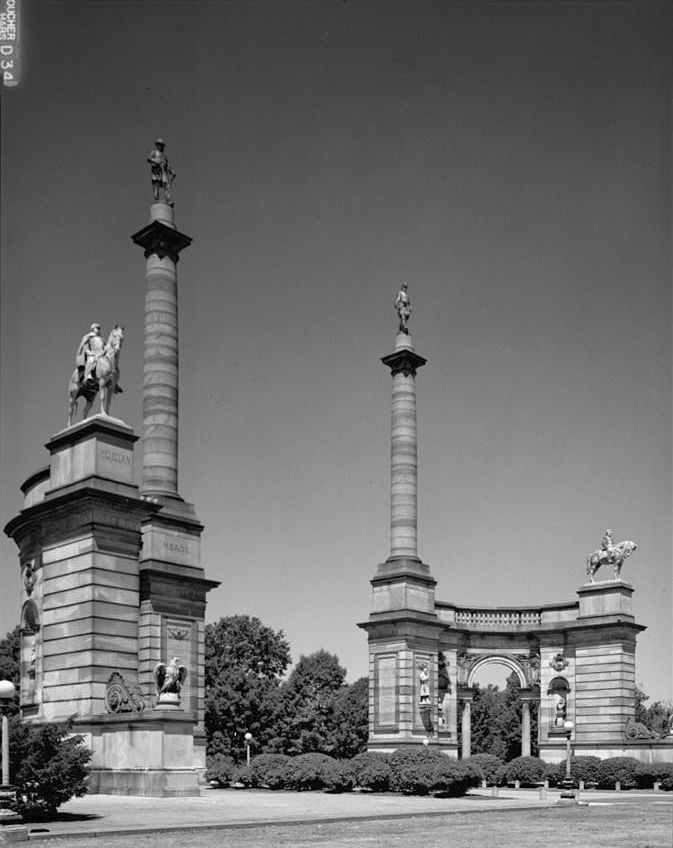
Vue d'ensemble du mémorial Smith

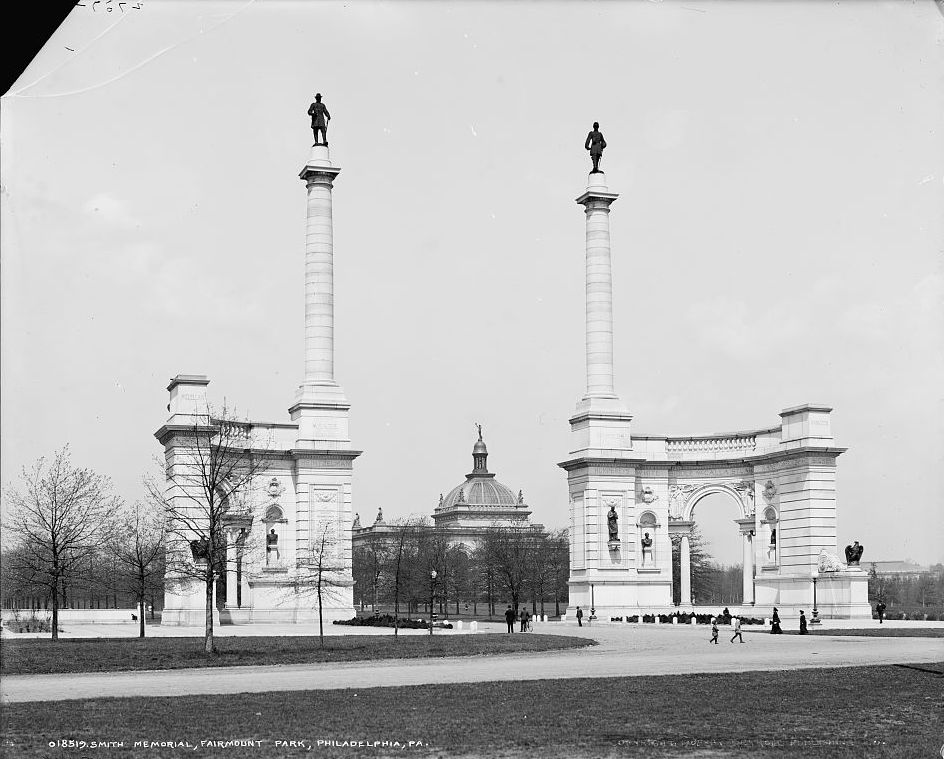
Vue d'ensemble du mémorial aux alentours de 1905 avec le Memorial Hall à l'arrière-plan.

Le mémorial Smith est un monument de la guerre civile américaine à la jonction de South Concourse Drive et Lansdowne Drive à Philadelphie, en Pennsylvanie. Construit sur l'ancien terrain de l'Exposition du centenaire de 1876, l'arche du mémorial sert de porte d'entrée ouest du Fairmount Park. Le mémorial se compose de deux imposantes colonnes soutenues par des arcs néo-baroques et ornés de 13 sculptures de portrait individuelles. On y retrouve deux statues équestres, trois statues de personnages et huit bustes de même que deux aigles sur des globes sans oublier des reliefs architecturaux de huit personnages allégoriques.

## Historique
En 1891, un certain Richard Smith (1821-1894), fait un legs de 500 000 $ pour qu'un arche commémorative soit décorée de portraits de héros militaires et navales de la guerre civile de Pennsylvanie. Smith réalisa les dessins pour le mémorial. Il fit appel à la banque Fidelity Insurance Trust and Safe Deposit Company (Fidelity Trust Company (en)) en exigeant que la réalisation du monument soit sous la responsabilité du président de cette institution, John B. Gest et que la construction architecturale soit gérée par l'architecte James Windrim (en). Smith précisa également que la sélection et la supervision des sculpteurs pour les portraits spécifiés devraient être prises en charge par
Association du parc Fairmount pour l'art (en) (devenu depuis l'Association pour l'art public - Association for Public Art).
La femme de Smith décéda en 1895, et en 1897 la Fairmount Park Art Association commença à sélectionner les sculpteurs. Les commissions initiales ont été attribuées le 8 mai 1898, et ce n'est qu'en 1912 que la dernière sculpture fut terminée et installée sur l'arche.

## Sculptures

### Statues
- Le major-général George Gordon Meade de Daniel Chester French (au sommet de la colonne sud)[3].
- Le major-général John Fulton Reynolds de Charles Grafly (en) (au dessus de la colonne nord)[4].
- Richard Smith (donateur du Mémorial) par Herbert Adams (sur le piédestal de la colonne nord)[5].

### Statues équestres
- Le major-général George B. McClellan d'Edward Clark Potter (en) (au sommet de la jetée sud)[6].
- Le major-général Winfield Scott Hancock de John Quincy Adams Ward (au sommet de la jetée nord)[7].

### Bustes
- Le major-général John F. Hartranft d'Alexander Stirling Calder[8],[9].
- Le major-général Samuel W. Crawford de Bessie Potter Vonnoh[10].
- Général James Addams Beaver (en) de Katherine M. Cohen (en)[11],[12].
- L'amiral David Dixon Porter de Charles Grafly (en)[13].
- L'amiral John A. Dahlgren de George Edwin Bissell (en)[14].
- Gouverneur Andrew Gregg Curtin par Moses Jacob Ezekiel[15].
- James H. Windrim (en) (architecte du mémorial) par Samuel Murray (en)[16].
- John B. Gest (exécuteur de succession de Richard Smith) par Charles Grafly (en)[17].

## Autres sculptures
- Deux aigles sur les globes par John Massey Rhind (en).
- Huit figures allégoriques de bas-relief par
- La frise du mémorial est sculptée sous le nom de 84 anciens combattants de la Pennsylvanie.

## Sources
- Fairmount Park Art Association, Sculpture of a City: Philadelphia's Treasures in Bronze and Stone (New York: Walker Publishing Company, 1974), pp. 168–179.
- Penny Balkin Bach, Public Art in Philadelphia (Philadelphia: Temple University Press, 1992), p. 208.